# Ne dotikaj se me
Ne dotikaj se me (romunsko Nu mă atinge-mă) je koprodukcijski dramski film iz leta 2018, ki ga je režirala Adina Pintilie in zanj tudi napisala scenarij. Film je eksperimentalni križanec med fikcijo in dokumentarnostjo ter obravnava človeške predsodke, povezane z intimnostjo. V glavnih vlogah nastopajo Laura Benson, Tómas Lemarquis, Dirk Lange in Christian Bayerlein, film prikazuje njihova čustvena potovanja, ki jih prinesejo globok in empatičen vpogled v njihova življenja. Film je posnet v mednarodni koprodukciji Romunije, Nemčije, Češke, Francije in Bolgarije.
Premierno je bil prikazan 22. februarja 2018 na Mednarodnem filmskem festivalu v Berlinu, kjer je osvojil glavno nagrado zlati medved in tudi nagrado za najboljši prvenec, nominiran pa je bil še za nagrado Teddy. Nominiran je bil za nagradi za najboljši prvenec na Mednarodnem filmskem festivalu v Vilni in Mednarodnem filmskem festivalu v São Paulu, nagrado Transilvanija za najboljši film na Mednarodnem filmskem festivalu Transilvanija, nagrado Giraldillo za najboljši film na Mednarodnem filmskem festivalu v Sevilji, nagrado Puffin za najboljši film na Mednarodnem filmskem festivalu v Reykjaviku, nagrado Golden Gateway za najboljši mednaordni film na Mednarodnem filmskem festivalu v Mumbaju in najboljši dokumentarni film na Mednarodnem filmskem festivalu v Bergnu. Deborah Young je v kritiki za The Hollywood Reporter film označila za »presunljiv pogled na človeško spolnost«.

## Vloge
- Laura Benson
- Tómas Lemarquis
- Dirk Lange
- Hanna Hofmann
- Christian Bayerlein
- Grit Uhlemann
- Irmena Chichikova
- Adina Pintilie
- Seani Love